# Roveredo di Guà
Roveredo di Guà é uma comuna italiana da região do Vêneto, província de Verona, com cerca de 1.361 habitantes. Estende-se por uma área de 10,16 km², tendo uma densidade populacional de 136 hab/km². Faz fronteira com Cologna Veneta, Montagnana (PD), Poiana Maggiore (VI), Pressana.

## Demografia
| Variação demográfica do município entre 1861 e 2011                               |
|                                                                                   |
| Fonte: Istituto Nazionale di Statistica (ISTAT) - Elaboração gráfica da Wikipedia |